# Vernon Lushington
Vernon Lushington KC, (8 mars 1832 - 24 janvier 1912), est un positiviste, juge-avocat général adjoint, deuxième secrétaire de l'Amirauté, et est associé aux préraphaélites. Il est un Cambridge Apostles.

## Biographie
Lushington est né à Westminster, Londres, de Stephen et Sarah Grace (née Carr) Lushington; son frère jumeau est Godfrey Lushington, sous-secrétaire d'État permanent du Home Office. Il fait ses études à East India College, Haileybury, Hertfordshire, et Trinity College, Cambridge . Il devient conseiller de la reine, juge d'un tribunal de comté, secrétaire de l'Amirauté en 1871 et juge-avocat général adjoint de 1878 à 1912. Il épouse Jane Mowatt, fille de Francis Mowatt, le 28 février 1865. De 1877 à 1903, la résidence de campagne de la famille Lushington est Pyports, Cobham, Surrey .
Avec son frère Godfrey, il prône la philosophie positiviste, motivé par les idées d'Auguste Comte, et est un disciple de Frederic Harrison. Influencé par Frederick Denison Maurice, il rejoint le Working Men's College en tant que professeur de chant et promoteur de l'appréciation de l'art et de la musique; il est membre du groupe qui forme la première corporation dirigeante du collège en 1854. À la mort de Maurice en 1872, lui, avec son frère et Frederick Furnivall, Thomas Hughes et Richard Buckley Litchfield, deviennent une force unificatrice au Collège .
Il est un ami d'artistes, d'auteurs et de militants, en particulier ceux de la Fraternité préraphaélite et du Arts and Crafts Movement qui gravitent autour du Working Men's College. En 1856, c'est lui qui présente pour la première fois Edward Burne-Jones à Dante Gabriel Rossetti dans ses chambres d'université . Rossetti utilise la femme de Lushington, Jane, comme modèle en 1865 .
Lushington, ami de William Morris, se rend fréquemment à Kelmscott Manor. Il est un ami proche de Leslie Stephen et de sa famille. La fille de Stephen, Virginia (plus tard Woolf), base son personnage de Mrs Dalloway sur Kitty, la fille de Lushington . Il est également un ami proche du fondateur du Working Men's College, Richard Buckley Litchfield, et de sa femme Etty, fille de Charles Darwin. les Lushingtons fréquentent la Down House de Darwin. En tant qu'ami de Thomas Carlyle, il édite les premières Œuvres Collectées de Carlyle (Chapman et Hall, 1858).